# 島田篁村
島田 篁村（しまだ こうそん、天保9年8月18日（1838年10月6日） - 明治31年（1898年）8月27日）は、明治時代の漢学者。諱は重礼（ちょうれい）、字は敬甫。東京帝国大学文科大学教授、文学博士。正四位勲三等。本姓は源氏。
江戸時代の伝統的な環境に学問形成の基盤を置いた最末期の学者で、特に海保漁村の考証学的学風を受け継ぎ、次世代の漢学・中国哲学への橋渡しの役割を果たした。主宰した双桂精舎や東京大学等で多くの門下生を育成し、教育行政にも少なからず関わった。

## 略歴
武蔵国荏原郡下大崎村（現在の東京都品川区大崎）名主島田重規の7男2女の六男に生まれ、幼名を源六郎とした。早くに両親や上の兄を失い、長姉に育てられた。長兄による『先哲叢談』の音読を聞いて自らも儒学を志し、長姉が紡績の内職をして学費を支えた。嘉永5年（1852年）大沢赤城に、次いで海保漁村、安政6年（1859年）には晩年の安積艮斎に師事した後、家に戻り独学に励んだ。
文久3年（1863年）昌平坂学問所に入学。大試甲科に合格し、慶応元年（1865年）9月に助教就任。慶応3年（1867年）12月外国奉行調役並を命じられたが、程なく辞職した。越後国村上藩主内藤信民に禄100石を以って教職に嘱せられた。のち、因幡国鳥取藩支藩の池田氏も厚禄を以って招こうとしたが、篁村は固辞、その志操に感心し池田氏は自ら赴いて学んだとされる。
明治2年（1869年）、下谷長者町に私塾双桂精舎を構え、翌年練塀町に移った。その後、東京師範学校、女子師範学校、学習院、東京大学で教鞭をとり、明治17年（1884年）には加藤弘之綜理に建議し、東京大学文学部に古典講習科漢書課を設置した。明治29年（1896年）より、尋常師範学校等教員検定委員、尋常中学校教科細目調査委員を務め、修身科目に携わった。
明治31年（1898年）8月27日、小石川区の自邸で病死。墓所は谷中天王寺。死後長男により『篁村遺稿』が出版された。

## 官歴・栄典
- 慶応元年（1865年）9月 - 昌平坂学問所助教[3]
- 慶応3年（1867年）12月 - 外国調役並[3]
- 明治7年（1874年）2月 - 東京師範学校雇教師、5月 - 同校五等教諭[3]
- 明治8年（1875年）12月 - 修史局三等協修[3]
- 明治12年（1879年）9月 - 東京大学文学部講師[3]
- 明治13年（1880年）9月 - 東京女子師範学校修身講義を兼任[3]
- 明治14年（1881年）8月 - 東京大学教授、9月 - 従六位[3]
- 明治19年（1886年）1月 - 文科大学教授、4月 - 奏任官二等、7月 - 教科用図書検定委員、9月 - 中学用漢文教科用書編纂委員[3]
- 明治16年（1883年）2月 - 正六位[3]
- 明治21年（1888年）5月 - 文学博士[3]、10月 - 奏任官一等[6]
- 明治23年（1890年）11月1日 - 従五位[7][8]
- 明治25年（1892年）1月 - 東京学士会院会員、10月 - 学習院教授[4]
- 明治27年（1894年）10月10 - 正五位[9][10]、7月 - 高等官二等[11]
- 明治28年（1895年）6月 - 勲五等瑞宝章[12]
- 明治29年（1896年）12月 - 勲四等瑞宝章[13]
- 明治31年（1898年）6月 - 従四位[14]、高等官一等[15]、8月27日 - 死去、正四位[16]・勲三等瑞宝章を追贈[5]

## 出自
美濃国土岐氏の出で、土岐満貞が駿河国島田村に土着し、島田氏を名乗った。島田若狭守重国は足利義晴に仕えるなど、武門の家柄だったが、後の代に農家となり、武蔵国荏原郡大崎で名主を歴任した。

## 家族・親族
- 妻：澄子 - 兄は大野右仲。祖父は塩谷宕陰。
- 長男：島田鈞一 - 漢文学者。妻は川田甕江の娘。[17]
- 次男：島田穀 - 夭折[2]
- 三男：島田翰 - 書誌学者。
- 長女 - 夭折[2]
- 次女 - 安井朴堂に嫁ぐ[2]。
- 三女：服部繁子 - 服部宇之吉に嫁ぐ。女子教育家。